# Romilly-sur-Andelle
Romilly-sur-Andelle település Franciaországban, Eure megyében. Lakosainak száma 3227 fő (2022. január 1.). Romilly-sur-Andelle Amfreville-sous-les-Monts, Flipou, Pîtres, Pont-Saint-Pierre és La Neuville-Chant-d’Oisel községekkel határos.

## Népesség
A település népessége az elmúlt években az alábbi módon változott:
| Lakosok száma | 1981 | 2524 | 2658 | 2604 | 3213 | 3229 | 3261 | 3288 | 3268 | 3227 |
|               | 1968 | 1982 | 1990 | 2006 | 2013 | 2015 | 2017 | 2019 | 2020 | 2022 |